# Bacton (Suffolk)
Bacton is een civil parish in het bestuurlijke gebied Mid Suffolk, in het Engelse graafschap Suffolk met 1228 inwoners.